# Arbolí
Arbolí es un municipio de Cataluña, España. Perteneciente a la provincia de Tarragona en la comarca del Bajo Campo. Según datos de 2017 su población era de 123 habitantes.
La aldea de Arbolí (a 714 metros sobre el nivel del mar) está enclavada en una hondonada y en un sector llano entre la Sierra de Colls y el barranco de Arbolí. A diferencias de muchas aldeas de las montañas de Prades, este núcleo de población ha sobrevivido y está sobreviviendo. Así, se conservan habitadas muchas casas, algunas renovadas y de primera residencia, y otras como lugar de segundas residencia. La mayoría de las casas antiguas conservan puertas con dovelas de los siglos XVII y XVIII. En el centro de la población, Cal Arrel (que se puede traducir como la Casa Raíz), con arcos de medio punto, es considerado el edificio más antiguo de la aldea. La vieja rectoría es utilizada como una casa de vacaciones. La tradición atribuye a los moros la arcada de la fuente del arco; y también la torre medieval que es conocida como la de los moros, o también de Manel. El término sufrió mucho con las inundaciones en 1959 (inundación de San Miguel); y con la de 1994.

## Geografía
Limita con los municipios de Alforja (Sur), Vilaplana (E) de la Febró (NE), y con el de Cornudella de Montsant (NO y O). El municipio es montañoso, sumamente accidentado, y abarca una parte del suroeste de las Montañas de Prades, y algunas de sus cumbres sobrepasan los 1000 m como es el caso del Puig de Gallicant (1009 m). Por ello es considerado como uno de los paraísos de la pràctica de escaladas. Si bien históricamente y geologicamente fue un municipio del antiguo condado de Prades, y de la comarca catalana del Priorato, su proximidad con Reus, Cambrils, Alforja, les Borges del Camp, Riudoms y con las principales poblaciones del Campo de Tarragona, añadido a las dificultades de connexión con la capital prioratense de Falset, hizo que sus habitantes reclamaran, siendo acceptado, a que pasara a ser integrado en la comarca catalana de Bajo Campo, en el año, 1989. El puerto de montaña de Alforja, que forma el deslinde tradicional entre las dos comarcas del Priorato y del Bajo Campo, se halla dentro del término de Arbolí. El límite sur-oriental sigue los riscos de Arbolí y de la Musara. 

### Hidrología
Es atravesado casi de manera exclusiva por el barranco de Arbolí, afluente al río de Siurana, y también por los de Bou, de la Vila y del Gorg.

### Núcleos de población
El pueblo de Arbolí es el único núcleo de población habitado del municipio. 
Como lugares deshabitado están los despoblados de Gallicant, el antiguo campamento de las milicias militares universitarias de Castillejos; y las antiguas masias de los Cingles y de las Planes. 

### Vías de comunicación
La carretera C-242 de Reus a Fraga pasa, entre Alforja y el cruce de la Venta del Publill, por el sud del municipio, y a la misma altura del puerto de Alforja, sale una carretera que se bifurca, hacia el pueblo de Arbolí, y por el otro lado, hacia el antiguo campamento militar; los riscos y el pueblo abandonado de la Musara, y posteriormente hacia La Febró y Prades; así como hacia Montral. 
Un camino asfaltado va por otro lado desde el pueblo hasta el pantano de Siurana y, desde allí, a Cornudella y el cruce de la Venta del Pubill.
Hay varios caminos rurales que van a las antiguas masiasy casas rurales diseminadas, así como a la ermita de Sant Pau.

## Historia

### Prehistoria y antigüedad
En el lugar conocido como Cingle Blanc, con vistas a la llanura del Campo de Tarragona, han encontrado varios yacimientos prehistóricos con restos de la era del cobre así como de la del hierro. También de otras eras más remotas con diversos hallazgos, algunos en flor, de cerámica y sílex, la mayoría pertenecientes a la cultura campaniforme. También, se han hallado restos de las épocas ibéricas y romanas. Todo ello permiten creer que estamos en dicho lugar con uno ejemplo típico de la concentración de asentamientos prehistóricos de la zona. 
Ha habido otros hallazgos en la cueva de la Dou; en la Sima de la Pep Antón; en la cueva de la Aleu y la colina de Nassot.

### Historia medieval y moderna
Se cree que su origen está en un antiguo asentamiento o Alquería sarraceno, perteneciente al importante Valiato de Siurana. Por lo tanto, fue seguramente una de los últimos poblados musulmanes de Cataluña. La primera referencia documental es la que hace Ramón Berenguer IV de sus tierras y dominios.
El topónimo aparecía en el año 1263 como Herbulino y más tarde como Erbulio. No es hasta 1600 que aparece en documentos la forma Arbolí. 
Perteneció a la baronía de Entenza y más tarde al condado de Prades. En el siglo XIII funcionó una comunidad cátara, probablemente huida de Occitania y refugiada en este lugar tan remoto, tres miembros de la cual fueron condenados en 1261. El lugar era a lo largo del medievo sumamente pobre, puesto que el 1280 se lo declaró exento ya que no había logrado la cantidad necesaria para pagar las décimas. En el 1314 fueron a llamado a las armas los hombres de la señoría para atacar el vecino pueblo y castillo de Alforja debido a las disputas entre el arzobispo de Tarragona, señor feudal de dicha población, y el barón de Entenza.

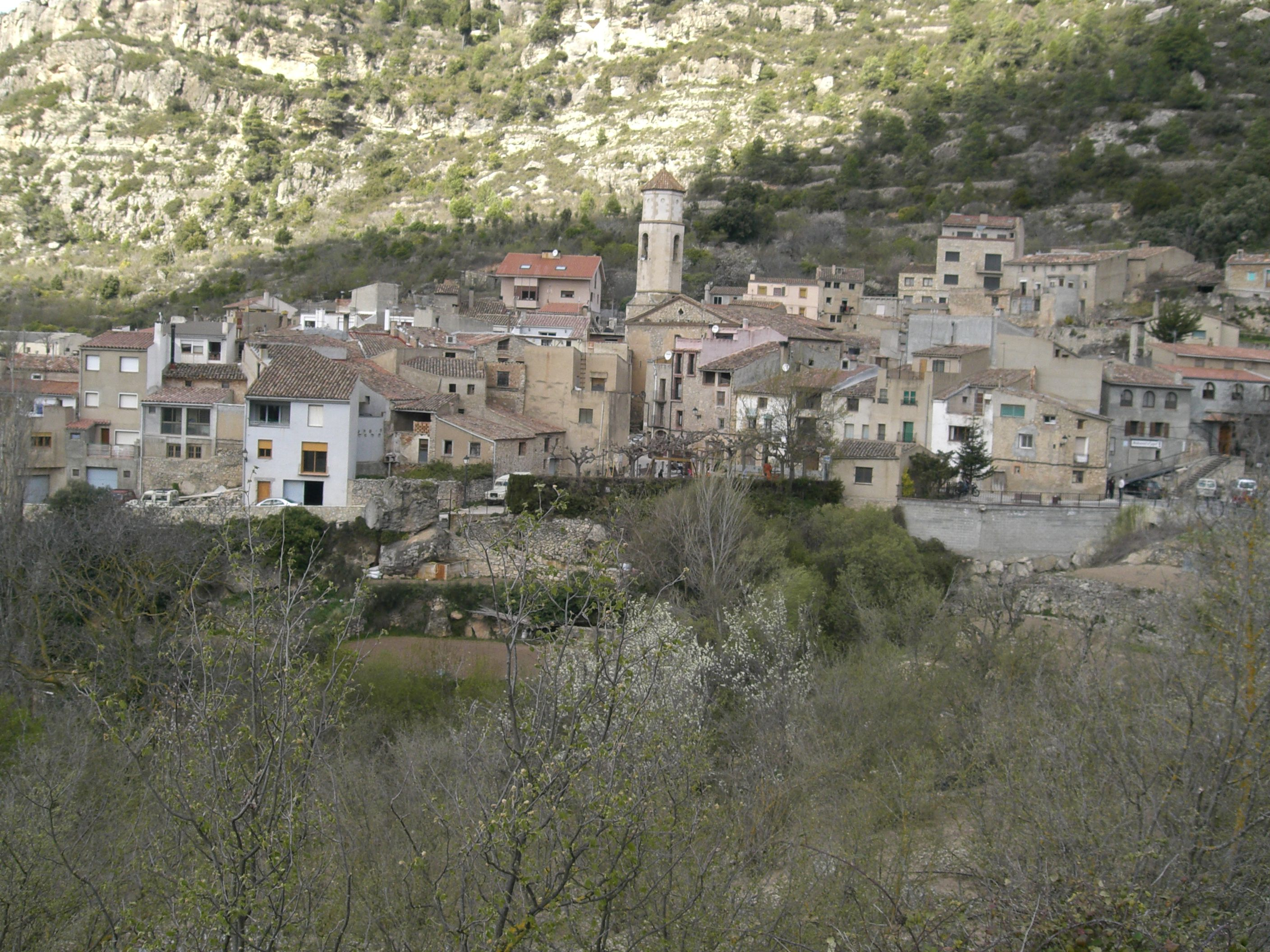
Imagen de Arbolí

El señoría de las tierras pasó después a los duques de Cardona y más adelante a los de Medinaceli. 
En el 1777 se hallan registradas las masías más importantes, como por ejemplo el Mas del Viñas o el de Bruno. El 1787 la iglesia, que anteriormente había sido vicaria de Siurana, consta ya como parroquia. En el 1794 el pueblo se lamentaba ante las autoridades de Tarragona de la miseria que sufría. 
En el siglo XIX pueblo participó de forma activa en la sublevación carlista de 1827, también conocida como de los Malcontentos.
En el 1936, la iglesia parroquial sufre la destrucción interior de todos sus adornos y documentos, a consecuencia, de acto revolucionarios.

### Campamento de los Castillejos
En el 1950 se inauguró en la partida de los Pinares el campamento militar de Los Castillejos, extendido también por fincas de la Febró (el Mas dels frares) y de la Mussara, campamento que dio vida al pueblo y que explica el incremento demográfico del 1960. 
El nombre de este campamento militar fue dedicado en memoria de la batalla de los Castillejos y de su comandante vencedor, el General Prim, originario de la vecina ciudad de Reus.
Destinado a las milicias universitarias, se destinó a la formación de oficiales y suboficiales de milicias universitarias. En el Campamento llegaron a vivir entre tres mil y cuatro mil soldados, los cuales dormían en grandes tiendas. El complejo militar era un núcleo autosuficiente con varias cantinas para el recreo de los reclutas, campos de deportes, las viviendas de los oficiales, bombas y depósitos de agua, piscina, una capilla y una tienda, entre otras infraestructuras. El año 2005 todas estas instalaciones presentaban un estado ruinoso. A final de los años setenta solo había un centenar de soldados y en 2000, poco antes del desmantelamiento, solo estaban una veintena. La mengua progresiva de reclutas en el Campamento hizo que la economía del pueblo del el Arbolí se resintiera.
En el año 2001 fue clausurado.

### Gallicant
El despoblado de Gallicant se halla en estado totalmente ruinoso, formado por un grupo de media docena de casas. Se menciona ya este poblado en los albores de la reconquista del Valiato de Siurana, concretamente en 1158, como Gallicantum Podium en la donación de Albiol. También hay constancia documentada cuando una masía de Gallicant fue entregado en el año 1197 por la reina Sancha a la sacristía de Poblet. 

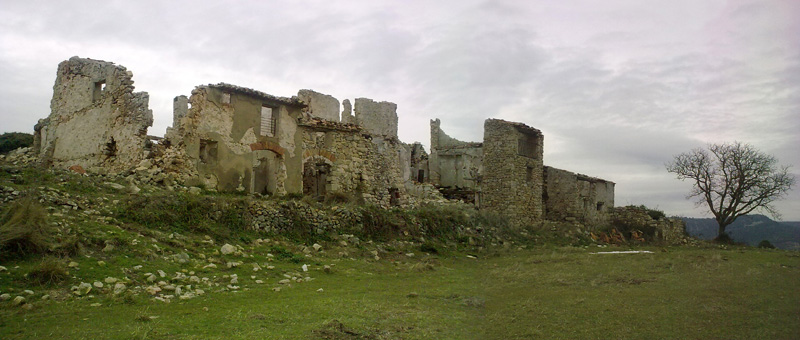
Imagen de Gallicant, término municipal de Arbolí.

Dicha aldea se halla en el norte del municipio, en un rellano en la ladera norte del monte Puig de Gallicant, dominando sobre el valle del río Siurana. El sitio, que también fue parroquia de Arbolí, se despobló después de 1939, a pesar de que en el momento de la cosecha, todavía se persona algún campesino.

### Escudo de armas
A principios de 2009, el escudo de este municipio no ha sido normalizado ni oficializado por la Generalidad de Cataluña.
El ayuntamiento utiliza como símbolo un sello en el que aparece primero tres pinos y detrás la silueta de un campanario, todo acompañado de dos ramas con los extremos pasados en sotuer.

## Geografía humana

### Demografía
Cuenta con una población de 129 habitantes (INE 2024).
| Gráfica de evolución demográfica de Arbolí entre 1842 y 2021                                                          |
| |
| Población de derecho según los censos de población del INE. Población de hecho según los censos de población del INE. |

### Población
En el siglo XVIII Arbolí experimentó un notable crecimiento demográfico y pasó de tener 130 h en el año 1716 a 292 el 1787. Al inicio del siglo XIX mantuvo una población estable, con 44 vecinos el 1819 y todavía 45 el 1830; este último año tenía 72 h, 232 h el 1842, 478 h el 1857, 504 h el 1860 y 496 h el 1897; el 1900 logró la cifra demográfica más alta, 515 h. A lo largo del siglo XX, pero, experimentó una bajada demográfica, con algunas pequeñas oscilaciones: 453 h el 1910, 286 h el 1930, 169 h el 1950, 290 h el 1960 (aumento motivado por el campamento de Los Castillejos) y 164 h el 1970. En el año 1981 solo restaban 98, si bien el 1991 el número subió hasta los 138 h, y el 2001 se evidenciaba nuevamente un ligero decrecimiento, con 120 h que bajaron a 112 el 2005.

### Economía

#### Agricultura, ganadería y silvicultura
La principal actividad económica es la agricultura de secano, destacando el cultivo de avellanos; se ha reducido bastante el cultivo de cereales, que en el siglo XIX todavía ocupaba el 70% de las tierras cultivadas. El regadío es a nivel doméstico, nada relevante; la viña ha sufrido también una gran regresión. 
Por todo el territorio se halla diseminado más de una docena de masías y casas de campo. La ganadería había tenido bastante relevancia si bien hoy en día es meramente testimonial. En el siglo XIX constava una importante ganadería de lana, vacas, cabras y cerdos, en parte perteneciente a hacendados de la zona de Alforja, les Borges y Reus. Otra actividad ha sido y es la madera procedente de los numerosos bosques para destinar la madera a la construcción, que llegan a cubrir el 75% de las tierras actuales. La explotación del carbón vegetal de estos bosques también ha sido abandonada.

#### Minería
Aunque la zona cuenta con dos minas de cobre están sin explotar. En cuanto a la explotación del yeso, fue sustituida por la de la arcilla, si bien tampoco se han seguido explotando.

#### Industria y servicios
La escasa actividad industrial es una serrería. En la partida rural de la Solana, aprovechando las aguas del barranco de Arbolí, había llegado a funcionar hasta tres molinos papeleros, inactivos desde el primer tercio del siglo XX, y dos de harina, que mantuvieron la actividad hasta la postguerra. 
La mayor parte de la población se dedica hoy en día al sector de los servicios, y de la construcción, en Reus y en los pueblos vecinos, lo cual hace que la economía de los habitantes de Arbolí sea mixta, puesto que muchos trabajan en los campos y bosques solo puntualmente.

#### Evolución de la deuda viva
El concepto de deuda viva contempla solo las deudas con cajas y bancos relativas a créditos financieros, valores de renta fija y préstamos o créditos transferidos a terceros, excluyéndose, por tanto, la deuda comercial.
| Gráfica de evolución de la deuda viva del ayuntamiento entre 2008 y 2014                             |
| |
| Deuda viva del ayuntamiento en miles de Euros según datos del Ministerio de Hacienda y Ad. Públicas. |

La deuda viva municipal por habitante en 2014 ascendía a 0 €.

## Cultura
La iglesia parroquial está dedicada a San Andrés. Se trata de un edificio de tres naves con coro, de estilo neoclásico que tiene adosado el campanario. El templo fue destruido en 1936 y terminó funcionando como cuadra. Actualmente forma parte de la parroquia de Alforja.

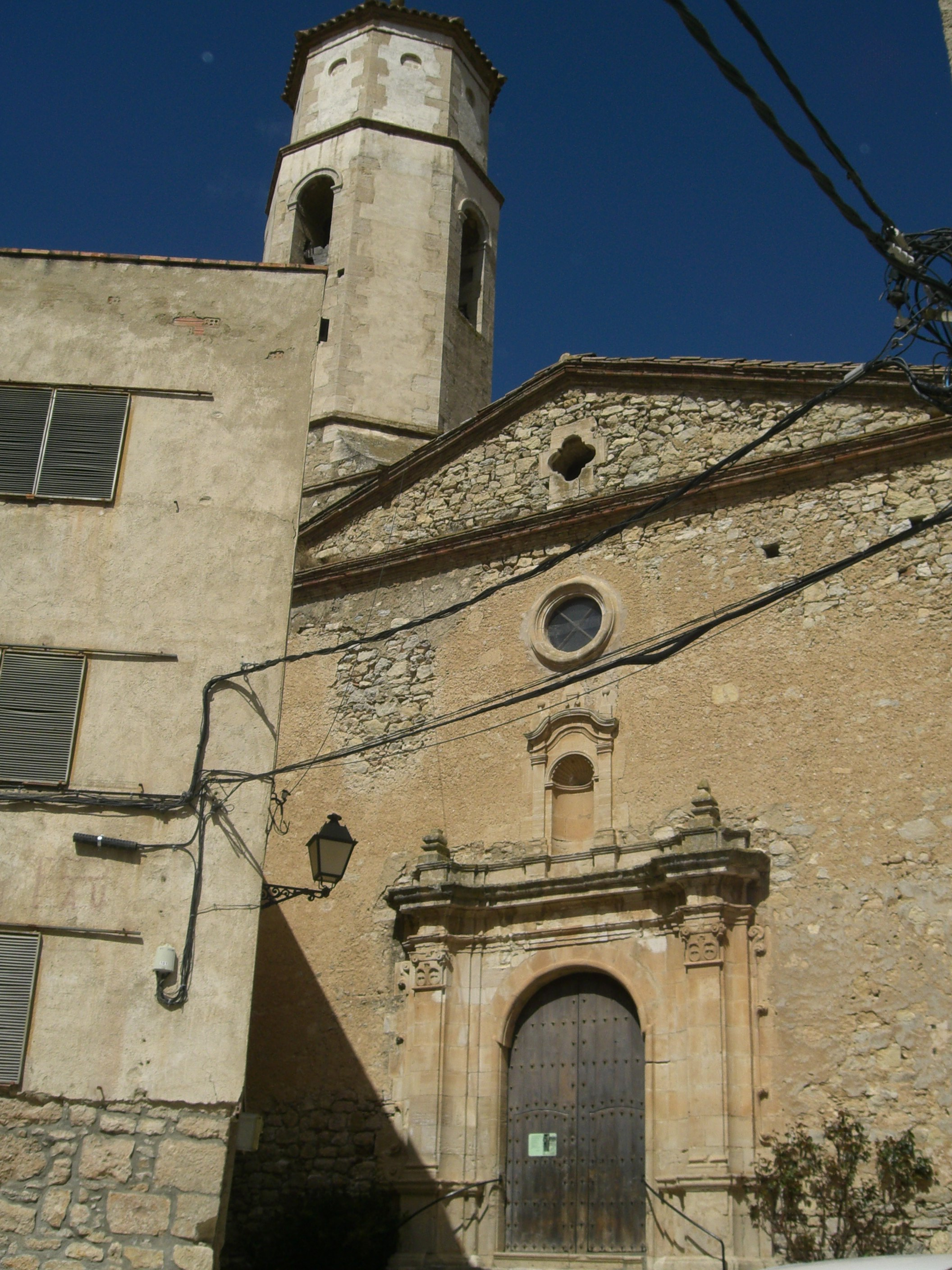
Parroquia de San Andrés

En la zona del Colls se encuentra una ermita dedicada a San Pablo. Construida en el siglo XVII, tiene una capilla de una nave y espadaña. Podría ser que ya existía en el siglo XIII. Está perfectamente documentada desde el siglo XVIII. El edificio actual es una pequeña capilla con una nave y campanario; la puerta de entrada es una media vuelta y se reformó en 1927 y en 1974. La imagen de madera del santo se salvó de los actos revolucionarios en 1936 y ahora se conserva en el pueblo. 

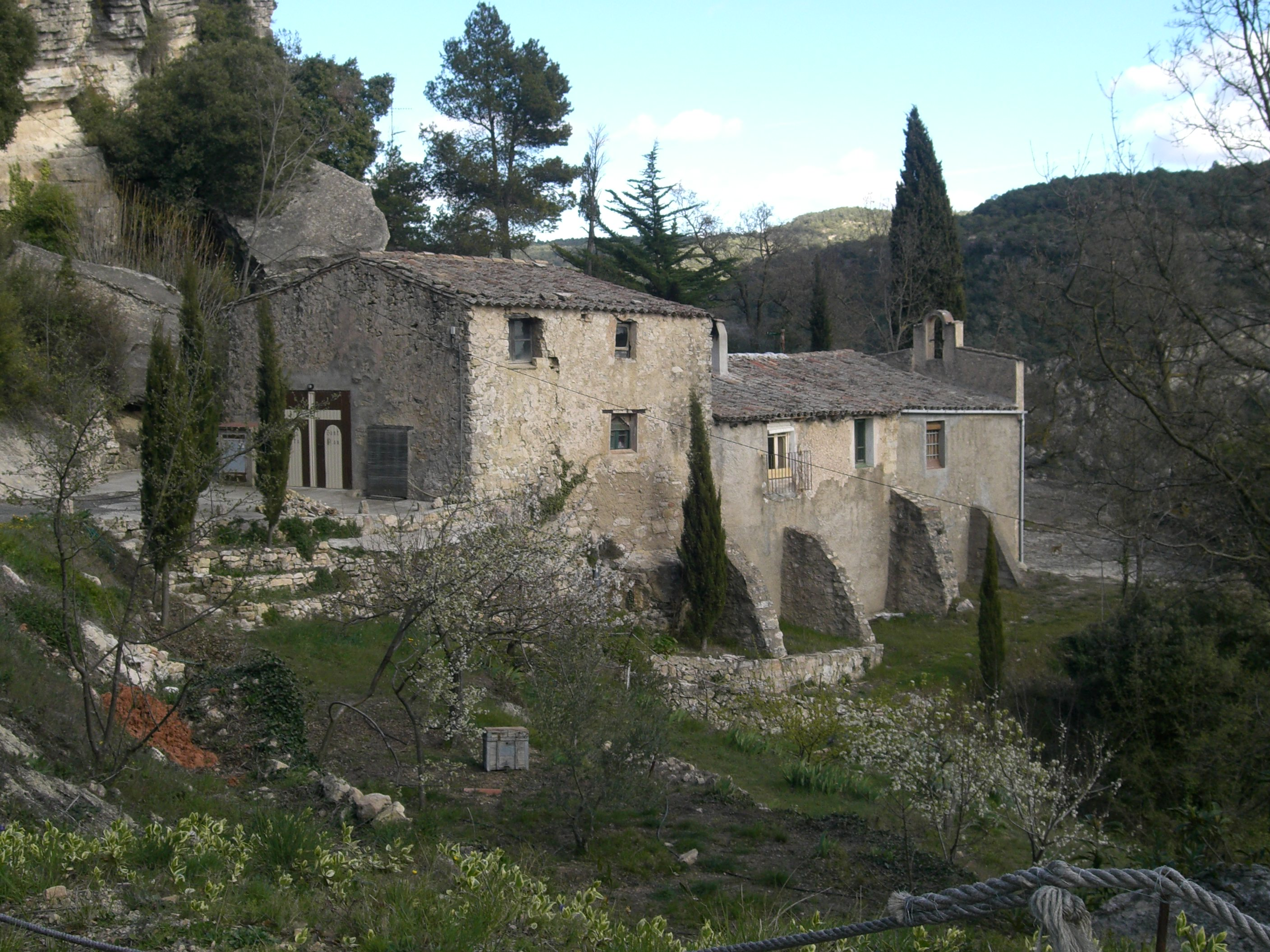
Ermita de San Pablo

Arbolí celebra su fiesta mayor el primer fin de semana del mes de octubre. En enero celebra la fiesta mayor de invierno, coincidiendo con la festividad de San Pablo.
Arbolí és una de las zonas más importantes de escalada de la Sierra de Prades. Hay en el pueblo un refugio para escaladores.

### Escalada deportiva
Arbolí es un pueblo con una larga e intensa tradición de escalada deportiva. Sus recorridos de "boulder" son conocidos por los mejores escaladores y también sus diversos sectores con múltiples vías cada uno. La climatología y las diversas orientaciones de las paredes permiten practicar la escalada durante invierno, otoño, verano y primavera. La zona de Arbolí está equipada con pernos de autoexpansión de 10 mm y de 12 mm. Podemos encontrar desde vías explosivas hasta vías de más de 30 m de gran belleza y continuidad.
Las paredes del Falcó, de Can Mansa, El Dard o El Cremat, entre muchas otras, hacen las delicias de los escaladores. Hay paredes y piedras para todos los niveles, y los paisajes que pueden contemplarse desde aquí son realmente impresionantes.
Acceso: Las paredes están encima del pueblo y de camino hacia el pantano de Siurana. También hay sectores en dirección a La Mussara y en dirección al collado de Alforja.
Tipo de escalada: Deportiva, clásica y bloque. Es una escalada técnica en placas verticales con agujeros, regletas y fisuras.
Tipo de roca: Caliza.
Vías: Más de 200 vías en 17 sectores, con la mayoría de rutas de dificultad hasta 6c+ con alturas de 15 hasta 40 m. Encontramos, pero, todo tipo de dificultades, desde 3 y 4.ª hasta 8.ª También hay tres zonas de "boulder" con propuestas de todas las dificultades.